# Luigi Ferrari Trecate
Luigi Ferrari Trecate (Alessandria, 25 agosto 1884 – Roma, 17 aprile 1964) è stato un musicista, compositore e organista italiano.

## Biografia

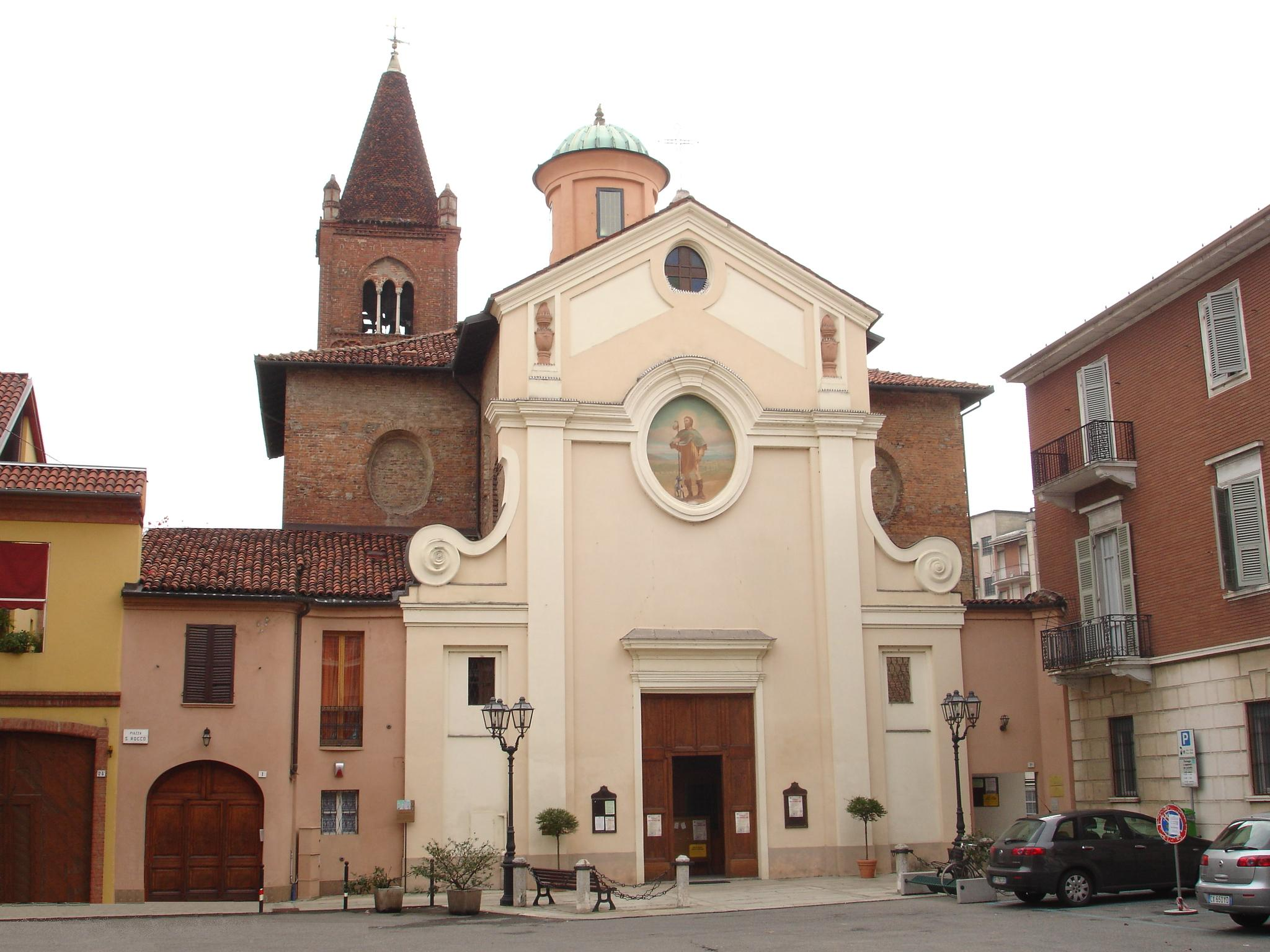
Chiesa di Alessandria, dove Luigi suonò l'organo

Figlio di Giuseppe e di Virginia Ravera.
Da giovane studiò al Conservatorio di Parma ed al liceo musicale di Pesaro, sotto la guida di A. Cicognani per l'organo e di Pietro Mascagni per la composizione. Si diplomò in composizione nel 1904.
L'impegno di Ferrari Trecate si svolse nel campo concertistico, nell'insegnamento e nella composizione. 
Collaborò come musicista pianista con importanti strumentisti come Remy Prìncipe, Michelangelo Abbado, Arturo Bonucci, Alberto Poltronieri, Joseph Szigeti, oltreché con il soprano Jolanda Mancini. Si distinse per i concerti tenuti in occasione di collaudi di preziosi strumenti, come quelli nel Conservatorio di Bologna e nel duomo di Milano.
Ottenne il ruolo di secondo organista della Santa Casa a Loreto (titolare era il celebre Ulisse Matthey) e nello stesso periodo insegnò musica; successivamente divenne professore di composizione e organo nel Conservatorio di Parma, di cui assunse la direzione nel 1929. Dal 1930 al 1932 insegnò organo e composizione al conservatorio di Bologna. Del 1934 è invece la sua opera al tempo più famosa: Le astuzie di Bertoldo, opera giocosa in tre atti, su libretto di Zancarini e Lucarini.

Immagine del primo atto de Le astuzie di Bertoldo, di Luigi Ferrari Trecate, andata in scena al Teatro Carlo Felice di Genova il 14 gennaio 1934

Tra i numerosi ruoli ed incarichi assunti da Ferrari Trecate si possono menzionare la vicepresidenza dell'Accademia Nazionale di Santa Cecilia, la presidenza dell'Accademia filarmonica di Bologna (1955) e della sezione musicale del Consiglio superiore delle belle arti.
Ferrari Trecate nelle composizioni teatrali si avvicinò al mondo poetico della fiaba, affermandosi come compositore di fiabe liriche per l'infanzia, che si caratterizzarono per l'elemento fantastico, oltreché per una buona capacità tecnica. Importante fu anche la produzione musicale cameristica.
Tra le sue composizioni, annoveriamo Regina Ester (1899), Pierozzo (1922), Ciottolino (libretto di Giovacchino Forzano, ed.Bongiovanni, rappresentata al Teatro dei Piccoli di Roma per settanta sere consecutive e poi ad Alessandria, Parma, Gorizia, Lecce, Cagliari etc), La bella e il mostro (libretto di Fausto Salvatori diretta da Ettore Panizza con Benvenuto Franci nel 1926 al Teatro alla Scala di Milano), Il prode Anselmo (1937), L'orso re (1950 al Teatro alla Scala di Milano diretta da Nino Sanzogno con Lina Aimaro, Jolanda Gardino, Mario Carlin, Angelo Mercuriali, Giuseppe Taddei ed Enrico Campi).
Nel 1953 al Regio di Parma la prima dell'opera La capanna dello zio Tom in tre atti e un prologo, trasmessa successivamente dalla Radio Rai il 9 giugno 1954 diretta da Nino Sanzogno Trecate aveva già collaborato con il librettista Giovacchino Forzano nel 1922 all'opera Ciottolino rappresentata dal Teatro dei Piccoli di Vittorio Podrecca.

## Opere

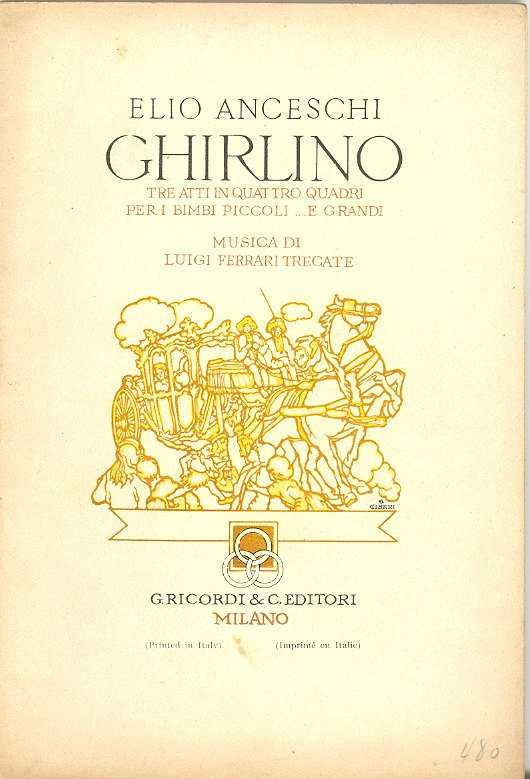
L'opera il Ghirlino

### Opere per pianoforte
- Ninnoli musicali (12 pezzi facili), 1929

- Riflessi lagunari (Bautte, Gondolieri, San Marco), 1946.
- Tricromia (Piume, Chitarre, Pattuglie), 1946 (dedicata ad Arturo Benedetti Michelangeli)
- I nanetti di Biancaneve
- Il barone di Munchhausen
- Il prode Anselmo
- Ombre sullo schermo

### Opere per organo
- Trittico lourdiano

### Opere per fisarmonica
- Pantomima umoristica, 1952
- Giochi di Prestigio (tempo di scherzo), 1953
- Onde di veli, 1953
- Velocissimo, 1953
- Cocktail, (pezzo da concerto) 1954
- Concertino delle scale, 1954
- Giocattoli, 6 pezzi facili, 1955 (dedica a Marcosignori, concertista di fisarmonica)
- Scintille (tempo di scherzo), per fisarm. da concerto, 1960
- Corale variato, 1963

### Musica da camera e orchestrale
- Quartetto per archi in 3 tempi, (1949)
- Improvviso da concerto per arpa
- Onde di veli per 4 fisarmoniche (trascr.: Fugazza), 1954
- Contemplazioni, trittico per orchestra

### Opere vocali
- Pater noster per voce e organo od harmonium, 1952
- Quattro liriche per voce e pianoforte, su versi di A. Bertolucci e C. Betocchi, 1955

### Opera lirica
- Le astuzie di Bertoldo su libretto di Zancarini e Lucarini, 1934